# Rick Alexander
Richard L. Alexander, auch Dick Alexander (geb. vor 1975) ist ein US-amerikanischer Tontechniker, der bisher unter anderem zweimal den Oscar für den besten Ton, einen Award der Cinema Audio Society und einen Emmy gewann.

## Leben

### 1970er und 1980er Jahre
Alexander, der unter den Spitznamen Dick und Rick Alexander sowie unter Richard Alexander arbeitete, begann seine Laufbahn als Tontechniker in der Filmwirtschaft Hollywoods 1975 bei dem Fernsehfilm Geliebte Geisel (Sweet Hostage) von Lee Philips mit Linda Blair, Martin Sheen sowie Jeanne Cooper und wirkte bislang (Stand: 31. Dezember 2012) an der Herstellung von 185 Filmen und Fernsehserien mit.
Bei der Oscarverleihung 1977 gewann er gemeinsam mit Arthur Piantadosi, Les Fresholtz und James E. Webb seinen ersten Oscar für den besten Ton, und zwar für die Verfilmung der Watergate-Affäre Die Unbestechlichen (All the President’s Men, 1976) von Alan J. Pakula mit Dustin Hoffman, Robert Redford und Jack Warden. Zugleich war er für den Ton in Die Unbestechlichen mit Milton C. Burrow, James E. Webb, Les Fresholtz und Arthur Piantadosi auch erstmals für den British Academy Film Award für den Besten Ton (BAFTA Film Award) nominiert.
Bei der darauf folgenden Oscarverleihung 1977 war er für den Oscar für den besten Ton mit Walter Goss, Tom Beckert und Robin Gregory für Die Tiefe (Originaltitel: The Deep, 1977) von Peter Yates mit Robert Shaw, Jacqueline Bisset und Nick Nolte nominiert. Eine weitere Oscar-Nominierung für den Ton erhielten er und Arthur Piantadosi, Les Fresholtz sowie Les Lazarowitz 1983 für die Travestie-Filmkomödie Tootsie (1982) von Sydney Pollack mit Dustin Hoffman, Jessica Lange und Teri Garr in den Hauptrollen.
1985 war Rick Alexander gleich für zwei Emmy-Awards nominiert: Zum einen mit Tony Dawe, Gordon L. Day und Howard Wilmarth für die erste Episode der von der CBS produzierten Fernsehserie Ellis Island (1984), zum anderen mit Keith A. Wester, Gordon L. Day und Howard Wilmarth für den ebenfalls von der CBS produzierten Fernsehfilm Das verrückte Hollywood.
1986 wurde er abermals für den Oscar in der Kategorie bester Ton nominiert, und zwar diesmal gemeinsam mit Les Fresholtz, Vern Poore und Bud Alper für den romantischen Fantasyfilm Der Tag des Falken (Originaltitel: Ladyhawke, 1985), der unter der Regie von Richard Donner mit Matthew Broderick, Michelle Pfeiffer und Rutger Hauer entstand. 1986 war er darüber hinaus gemeinsam mit Anthony Constantini, Daniel J. Leahy und Michael R. Tromer für einen Emmy für herausragende Tonmischung in einer Fernsehserie nominiert, und zwar Florence Italy, die 38. Folge aus der von der NBC produzierten Serie Miami Vice.
Die nächste Oscar-Nominierung folgte 1987 mit Les Fresholtz, Vern Poore und Bill Nelson für den Spielfilm Heartbreak Ridge (1986) von und mit Clint Eastwood sowie Marsha Mason und Everett McGill in weiteren Hauptrollen. Bei der Oscarverleihung 1988 waren er, Les Fresholtz, Vern Poore und Bill Nelson für den Oscar für den besten Ton in dem Actionfilm Lethal Weapon – Zwei stahlharte Profis (Lethal Weapon, 1987) von Richard Donner mit Mel Gibson, Danny Glover und Gary Busey nominiert.
1989 gewann Alexander zusammen mit Les Fresholtz, Vern Poore und Willie D. Burton seinen zweiten Oscar für den besten Ton, und zwar für Bird (1988), eine von Clint Eastwood inszenierte Filmbiografie über den Jazz-Musiker Charlie Parker mit Forest Whitaker, Diane Venora und Michael Zelniker.

### 1990er Jahre und 2000er Jahre
Letztmals war er bei der Oscarverleihung 1992 mit Les Fresholtz, Vern Poore und Rob Young für einen Oscar für den besten Ton in dem Spätwestern Erbarmungslos (Originaltitel: Unforgiven, 1992) von und mit Clint Eastwood sowie Gene Hackman und Morgan Freeman in weiteren Hauptrollen nominiert. Für diesen Film war Rick Alexander mit Alan Robert Murray, Walter Newman, Rob Young, Les Fresholtz und Vern Poore auch erneut für den BAFTA Film Award für den bester Ton nominiert.
1999 war er zusammen mit Richard D. Rogers, Rick Hart und Russell Williams II für den Preis der Cinema Audio Society (C.A.S. Award) für herausragende Leistungen bei der Tonmischung bei einer Fernsehserie nominiert, und zwar für die erste Episode der von der NBC produzierten Fernsehserie The Temptations. Ferner mit Russell Williams II, Rick Hart und Richard D. Rogers hierfür auch für einen weiteren Emmy für eine herausragende Tonmischung in einer Miniserie nominiert.
Zusammen mit Richard D. Rogers, Rick Hart und Edward L. Moskowitz gewann er 2001 für die zweite Folge der von der ABC produzierten Fernsehserie The Beach Boys: An American Family (2000) den C.A.S. Award für herausragende Leistung bei der Tonmischung bei einer Fernsehserie. Zugleich waren er, Rogers, Hart und Moskowitz hierfür auch für einen weiteren Emmy nominiert.
2006 gewann er schließlich zusammen mit George Tarrant und Richard D. Rogers einen Emmy für herausragende Tonmischungen in einer Miniserie für die Episode „Dreams And Schemes“ aus der von TNT produzierten Fernsehserie In den Westen. Darüber hinaus wurden er, Bayard Carey und Richard D. Rogers für die Folge „Hell On Wheels“ aus dieser Serie für einen weiteren Emmy in dieser Kategorie nominiert. 2007 wurde Rick Alexander mit Bayard Carey und Richard D. Rogers abermals für einen Emmy für herausragende Tonmischungen in einer Miniserie nominiert, und zwar dieses Mal für die Episode „The Key And The Clock (Night 1)“ der vom Sci Fi Channel produzierten Serie Das verschwundene Zimmer (The Lost Room, 2006).
Zuletzt erhielt er 2008 eine Emmy-Nominierung mit Darryl L. Frank und Richard D. Rogers für den zweiten Teil der CBS-Fernsehserie Comanche Room (2008).

## Auszeichnungen
- 1977:  Oscar für den besten Ton
- 1989:  Oscar für den besten Ton
- 2001: Preis der Cinema Audio Society (C.A.S. Award)
- 2006: Emmy für herausragende Tonmischungen in einer Miniserie

## Filmografie (Auswahl)
- 1975: Geliebte Geisel (Sweet Hostage)
- 1976: Taxi Driver
- 1979: Jagd auf die Poseidon (Beyond the Poseidon Adventure)
- 1981: Die verrückten Nachbarn (Neighbors)
- 1983: Easy Flyer
- 1984: City Heat – Der Bulle und der Schnüffler (City Heat)
- 1984: Ghostbusters – Die Geisterjäger (Ghostbusters)
- 1986: Staatsanwälte küsst man nicht (Legal Eagles)
- 1987: Can’t Buy Me Love
- 1988: Twins – Zwillinge (wins)
- 1990: Ein Vogel auf dem Drahtseil (Bird on a Wire)
- 1992: Der Spaß beginnt (anderer Titel: Der nackte Wahnsinn; Noises Off)
- 1992: Erbarmungslos (Unforgiven)
- 1994: Maverick – Den Colt am Gürtel, ein As im Ärmel (Maverick)
- 1995: Assassins – Die Killer (Assassins)
- 1997: Incognito
- 2000: Wild Christmas (Reindeer Games)
- 2001: Follow the Stars Home (Fernsehfilm)
- 2003: Wilde Tage (Fernsehfilm)
- 2005: In den Westen (Fernsehserie)
- 2008: Comanche Moon (Fernsehserie)
- 2009: Crazy Heart
- 2012: Secretly Pregnant (Fernsehserie)